# Chuck Cooper
Charles Henry Cooper (ur. 29 września 1926 w Pittsburghu, zm. 5 lutego 1984 w Pittsburghu), bardziej znany jako Chuck Cooper – jeden z trzech pierwszych uprawnionych do gry afroamerykańskich koszykarzy w zawodowej lidze koszykówki – NBA.

## Kariera
Cooper został sprowadzony do Bostonu przez słynnego trenera Reda Auerbacha. Wcześniej reprezentował barwy pittsburskiego Westinghouse High School i dwóch zespołów NCAA – uniwersytetu Duquesne oraz Wirginii Zachodniej.
Cooper grał w Celtics przez 4 lata, zanim trafił do Milwaukee Hawks, karierę zakończył natomiast w Fort Wayne Pistons.

## Osiągnięcia

### NCAA
- Wybrany do II składu All-American (1950)[1]

### NBA
- Finalista NBA (1956)[2]

### Inne
- Zaliczony do Galerii Sław Koszykówki im. Jamesa Naismitha (2019)[3]

## Statystyki
W ciągu całej kariery w NBA:
- 409 meczów
- 2725 punktów (śr. 6,66/mecz)
- 2431 zbiórek (śr. 5,9/mecz)
- 733 asysty (śr. 1,33/mecz)

Braki w prowadzeniu statystyk w tamtych latach nie pozwalają określić liczby jego bloków, przechwytów czy strat na przestrzeni gry w NBA.